# 海洋標誌號
海洋標誌號（英語：Icon of the Seas）是皇家加勒比於2024年1月27日首航的標誌級郵輪 ，建成時是世界上最大的輪船，總噸位（GT）248,663噸，為鐵達尼號的5倍。

## 歷史
2016年10月，皇家加勒比集團與芬蘭位於土庫的迈尔图尔库造船廠（Meyer Turku）共同宣布了一项订单，以项目名称“Icon”來建造两艘船。这些船舶预计将于2023年第三季度和2025年交付，並由挪威船級社給予評級。
同一年，皇家加勒比集團申請並註冊了"Icon of the Seas"這一個商標。

## 外部連結
- Royal Caribbean International page